# Distrito electoral de Pisgah (Illinois)
Pisgah (en inglés: Pisgah Precinct) es un distrito electoral ubicado en el condado de Morgan en el estado estadounidense de Illinois. En el Censo de 2010 tenía una población de 1028 habitantes y una densidad poblacional de 6,98 personas por km².

## Geografía
Según la Oficina del Censo de los Estados Unidos, tiene una superficie total de 147.28 km², de la cual 145.42 km² corresponden a tierra firme y (1.26%) 1.86 km² es agua.

## Demografía
Según el censo de 2010, había 1028 personas residiendo en Pisgah. La densidad de población era de 6,98 hab./km². De los 1028 habitantes, Pisgah estaba compuesto por el 97.18% blancos, el 0.1% eran afroamericanos, el 0.1% eran amerindios, el 0.58% eran asiáticos, el 0.29% eran isleños del Pacífico, el 0.49% eran de otras razas y el 1.26% pertenecían a dos o más razas. Del total de la población el 0.97% eran hispanos o latinos de cualquier raza.